# Freie Schule Dreisamtal
Die Freie Schule Dreisamtal ist eine inklusive Privatschule in Kirchzarten bei Freiburg im Breisgau.

## Geschichte und Lage
Die Schule wurde im Jahre 2003 von Eltern gegründet und bezog zunächst provisorischen Räumlichkeiten in Oberried. Im Jahre 2006 fand der Umzug an den nordwestlichen Ortsrand von Kirchzarten statt. Das orangefarbene Schulgebäude ist von der in der Nähe befindlichen Bundesstraße B31 gut zu sehen.

## Konzept
Die Schule lehrt in Anlehnung an Maria Montessori (1870–1952) ca. 90 Schülerinnen und Schüler der Klassen 1 bis 10. Das Lernen erfolgt teilweise altersübergreifend; so sind die Klassen 1–3 zur Primaria, die Klassen 4–6 zur Sekundaria, die Klassen 7 und 8 zur Tertia, und die Klassen 9 und 10 zur Quarta zusammengefasst.
Der Unterricht besteht aus verschiedenen Blöcken, die entweder als „Angebot“ der Lernbegleiter, oder als Freiarbeit konzipiert sind.

## Abschluss
Die Schülerinnen und Schüler können die Schule nach der Klasse 9 mit dem Hauptschulabschluss, oder nach der Klasse 10 mit dem Werkrealschulabschluss verlassen. Mittels einer Schulfremdenprüfung ist auch der Besuch weiterführender Schulen möglich.